# Kristianopels församling
Kristianopels församling är en församling i Jämjö pastorat i Blekinge kontrakt, Lunds stift och Karlskrona kommun. 
Församlingskyrkor är Avaskärs kapell, Fågelmara kapell och Kristianopels kyrka.

## Administrativ historik
Församlingen har medeltida ursprung med namnet Avaskärs församling med en kyrka från 1200-talet. 
1600 bildades staden Kristianopel och denna församling fick sitt nuvarande namn. Församlingen utgjorde ett eget pastorat.
2002 bildades en kyrklig samfällighet av församlingarna i Jämjö, Ramdala, Sturkö, Kristianopel och Torhamn. Samfälligheten bildar Jämjö pastorat med pastorsexpedition i Jämjö.

## Kyrkoherdar
| Ämbetstid     | Namn                     | Levnadstid | Övrigt |
| ------------- | ------------------------ | ---------- | ------ |
| 1576          | Petrus Henrici           |            |        |
| 1584          | Hans Lauritzön           |            |        |
| 1610–1611     | Mogens Jörgensen         |            |        |
| 1614–1617     | Olof Nielsen Roff        |            |        |
| 1617–         | Lauritz Christofferson   |            |        |
| 1620–1638     | Jacob Christensson Raffn | –1638      |        |
| 1641          | Christiernus Benedicti   |            |        |
| 1644–1654     | Niels Nielsen Stirm      |            |        |
| 1655–1674     | Truid Nielsön (Berillus) | –1674      |        |
| 1674          | Hans Levin               |            |        |
| 1677–1685     | Johan Wallerman          | 1641–1692  |        |
| 1685–1705     | Gabriel Roselius         | –1705      |        |
| 1707–1713     | Samuel Lyckovius         |            |        |
| 1713–1729     | Mathias Abelin           | 1674–1729  |        |
| 1729–1760     | Eric Laurentii Hallén    | –1760      |        |
| 1762–1786     | Apollonius Rödin         | 1714–1786  |        |
| 1788–1793     | Lars Henrik Kraak        | 1753–1793  |        |
| 1794–1800     | Anders Johan Ahlqvist    | 1764–1800  |        |
| 1802–1830     | Carl Ahlström            | 1757–1830  |        |
| 1830–1833     | Sven Holmberg            | 1784–1833  |        |
| 1834–1835     | Jöns Peter Jönsson       | 1795–1835  |        |
| 1838–         | Johan Fredrik Elmlund    | 1794–      |        |
| 1862–1885     | Adolf Fredrik Lindblad   | 1812–1883  |        |
| 1885–1886     | Truls Åke Wahlström      | 1854–1934  |        |
| 1886–ca. 1913 | Bernhard Möller          | 1839–1924  |        |
| 1954–ca. 1966 | Sigvard Frostenson       | 1910–      |        |

## Klockare
| Ämbetstid  | Namn                       | Levnadstid | Övrigt   |  |
| ---------- | -------------------------- | ---------- | -------- |  |
| 1600-talet | Peder Mattsson             |            | Klockare |  |
| 1700-talet | Andreas Andersson Tysenius | 1681–1741  | Klockare |  |
| 1700-talet | Johan Lindberg             |            | Klockare |  |
| 1789       | Anders Johan Lundh         |            | Klockare |  |
| 1806       | Leidberg                   |            | Klockare |  |
| 1881–1895  | Nils Peter Svensson        | 1822–      | Klockare |  |
| 1900       | Gustaf Algot Aldén         | 1871–1948  |          |  |